# Sidastrum paniculatum
Sidastrum paniculatum là một loài thực vật có hoa trong họ Cẩm quỳ. Loài này được (L.) Fryxell miêu tả khoa học đầu tiên năm 1978.